# 바닐라빈즈
바닐라 빈즈(バニラビーンズ, VANILLA BEANS)는 2007년에 결성된 일본의 여성 아이돌 그룹이다.

## 개요
- 2007년 7월 4일, 레나와 리카에 의해, 쟈켓 촬영으로 방문한 덴마크의 일본 대사관에서 사실상의 1st 라이브.
- 2007년 10월 3일, 레나와 리카에 의해, 1st 싱글「U ♡ Me」를 릴리즈.
- 2008년 3월 27일, 제1기 멤버의 리카가 탈퇴. 제2기 멤버 리사가 가입해, 현재의 멤버 구성이 된다.
- 2008년 5월 21일, 2nd 싱글「ニコラ」릴리즈. 리사 가입 후, 첫 싱글이다.
- 2009년 1월 28일, 3rd 싱글「サカサカサーカス」를 릴리즈.
- 2009년 2월 25일, 1st 앨범「バニラビーンズ」를 릴리즈.
- 2009년 9월 9일, 4th 싱글「LOVE&HATE」를 릴리즈.
- 2009년 10월 28일, 1st DVD「バニラビーンズ プロデュース会議DVD」를 릴리즈.
- 2009년 12월 23일, 다이칸산 UNIT에서 1st 원맨 라이브「북유럽의 바람 Vol.1 다이칸산은 밤의 6시」를 실시한다.
- 2010년 5월 19일, 미니 앨범「Def&Def」를 릴리즈.
- 2010년 9월 7일 ~ 9일, 상하이만박 일본관에서 라이브.
- 2010년 9월 22일, 베스트 앨범「VaniBest」를 릴리즈.
- 2010년 11월 5일, 우츠노미야 CLUB 혹성으로의 첫 CLUB 이벤트, 레나와 리사가 처음으로 DJ를 했다.
- 2010년 12월 4일 · 5일, 타이베이시의「제8회 축제 인 대만 2010」에서 라이브.
- 2010년 12월 30일, 다이칸산 UNIT에서 2nd 원맨 라이브 「바닐라 빈즈 원맨 라이브 북유럽의 바람 Vol.2 "그믐날에는 너무 빠른 대망년회 바닐라 빈즈!"」를 실시한다.
- 2011년 6월 29일, 타워 레코드가 시작한 아이돌 라벨「T-Palette」의 제1탄 싱글로서「天国への階段」를 릴리즈.
- 2011년 7월 20일, 앨범「バニラビーンズII」를 릴리즈.
- 2011년 9월 25일, 다이칸산 UNIT에서 3rd 원맨 라이브를 실시할 예정.

## 멤버
레나 (버섯머리 담당)
별자리 : 처녀자리 / 출신지 : 시가현 시가라키 쵸(현 코우가 시)
리사 (밖은요머리 담당)
별자리 : 물병자리 / 출신지 : 도쿄도

### 전 멤버
리카
출신지 : 도쿄도 / 2008년 3월 27일 탈퇴 / 현 아이돌링!!! 멤버(2008년 4월 15일 졸업)

## 음반

### 싱글
1. U ♡ Me (2007년 10월 3일 : TKCA-73263, 첫회 한정 DVD 버전 : TKCA-73258)
2. ニコラ (2008년 5월 21일 : TKCA-73321)
3. サカサカサーカス (2009년 1월 28일 : TKCA-73388)
4. LOVE&HATE (2009년 9월 9일 : LOVE (솔로：레나) Ver. / TKCA-73461, HATE (솔로：리사) Ver. / TKCA-73462)
5. 天国への階段 (2011년 6월 29일, TPRC-0001) - 원 코인 싱글, 매수 한정
6. トキノカケラ (2012년 1월 18일 : 레나 버전 / TPRC-0007, 리사 버전 / TPRC-0008)
7. チョコミントフレーバータイム (2012년 4월 11일 : 초회한정반 / TRPC-0013, 통상판 / TRPC-0014)
8. ノンセクション (2012년 7월 4일, DVD 첨부 초회한정반 / TPRC-0018, 소책자 첨부 초회한정반 / TPRC-0019, 통상판 / TPRC-0020)
9. マスカット・スロープ・ラブ (2013년 5월 8일, DVD 첨부 초회한정반 A / TPRC-0038, DVD 첨부 초회한정반 B / TPRC-0039, 통상판 / TPRC-0040)
10. プリーズミー・ダーリン (2013년 10월 16일, 초회한정반 / TPRC-0060, 통상판 TPRC-0061)
11. ワタシ…不幸グセ (2014년 4월 23일, 초회한정반 A / TPRC-0070, 초회한정반 B / TPRC-0071, 통상판 TPRC-0072)
12. コップのフチ子公式ソング きっといい場所（フチ）／絶対パンティーライン（正式非公認ソング）(2014년 6월 18일, 피규어 첨부 한정반 / TPRC-0087, 초회한정반 / TPRC-0088, 통상판 TPRC-0089)
13. 有頂天ガール (2014년 11월 11일, 초회한정반 / TPRC-0119, 통상판 TPRC-0120)

전달 한정 싱글
- Afternoon a Go-Go (2008년 8월 27일, TWEB-132, 전달 한정)
- Afternoon a Go-Go -We Love You MIX- (2008년 9월 24일 : TWEB-149, 전달 한정)
- Shopping ☆ Kirari (2008년 10월 29일 : TWEB-150, 전달 한정)
- Shopping ☆ Kirari 〜掟ポルシェ+Dr.USUI Waterfront Mix〜 (2008년 11월 26일 : TWEB-152, 전달 한정)
- あしたはあしたの夏がくる (2008년 12월 24일 : TWEB-154, 전달 한정)
- あしたはあしたの夏がくる 〜掟ポルシェ＋Dr.USUI Death Techno Mix〜 (2009년 1월 28일 : TWEB-156, 전달 한정)
- 恋のセオリー (2009년 4월 29일 : TWEB-158, 전달 한정,《4월 9일 선행 전달》)
- ラ・ブーム 〜だってMY BOOM IS ME〜 (2009년 8월 19일 : 전달 한정, 카지히데키의 동명곡의 커버)
- 接吻 (2009년 8월 19일 : 전달 한정, ORIGINAL LOVE의 동명곡의 커버)
- 東京は夜の七時 (2009년 8월 19일 : 전달 한정, pizzicato five의 동명곡의 커버)

### 앨범
1. バニラビーンズ (2009년 2월 25일 : TKCA-73412)
2. Def & Def (2010년 5월 19일 : TKCA-73527, 미니 앨범)
3. VaniBest (2010년 9월 22일 : TKCA-73558, 베스트 앨범)
4. バニラビーンズII (2011년 7월 20일 : TPRC-0002)
5. バニラビーンズIII (2012년 11월 7일 : 초회한정판 TPRC-0024, 통상판 TPRC-0025)
6. バニラビーンズIV (2015년 2월 3일]] : 초회한정판 TPRC-0125, 통상판 TPRC-0124)

### 참가 앨범
- キラキラ♡魔女っ娘♡cluv (2010년 2월 10일 : P-Vine XNAE-10023/4/B) (첫회 특전은 코멘트 수록 CD의 봉입)
애니메이션 주제가를 크리에이터가 리메이크 해 아이돌이 노래하는 컨필레이션의 2매 세트에 참가.
발매 기념의 라이브 이벤트(2010년 3월 14일, SHIBUYA-AX)에도 참가, 이 때는「LaLaLa〜くちびるに願いをこめて〜」는 라이브 버전으로 노래했다.
Disk1-09 : 不思議色ハピネス (마법의 스타 매직컬 에미 OP), 바닐라 빈즈×이시이 마사유키(TICA) 명의
Disk2-06 : LaLaLa〜くちびるに願いをこめて〜 (마법의 스테이지 팬시 라라 OP), 바닐라 빈즈×SEXY-SYNTHESIZER 명의
- 盗んだバイクで天城越え (2010년 4월 21일 : 유니버설 뮤직 IDCA-1044) (첫회 특전은 제작 현장 영상등의 DVD의 봉입)
로망포르셰。의 5년 반 만의 앨범에 게스트 참가해, PV에도 참가.
레코발의 라이브 (2010년 4월 29일, 신쥬쿠 LOFT) 에 게스트 출연.
로망포르셰。가 게스트 출연한 도쿠마루 슈고의 Ustream 방송 (제1회, 2010년 4월 16일 심야)에 비밀 게스트로서 출연.
01 : ハイスクールララバイ (Track：NEWDEAL)

### DVD
1. バニラビーンズ プロデュース会議DVD (2009년 10월 28일 : TKBA-1131) - 카메라 & 편집에 디렉터 : 테즈카 카즈노리 (Kazunori Tetsuka)의 크레디트 표기 있음.